# Eberhard von Saunsheim
Eberhard von Saunsheim (Seinsheim) (* um 1385 auf Burg Gnötzheim (?); † 27. Dezember 1443 auf Schloss Horneck) war ein Deutschmeister im Deutschen Orden.

## Leben
Eberhard von Saunsheim trat 1400 in den Deutschen Orden ein. 1418 war er Komtur in Heilbronn und wohl auch in Würzburg. Nach der Resignation von Dietrich von Weitershausen  wurde er vom Ordenskapitel zum Ordensoberen der Balleien im Heiligen Römischen Reich gewählt. Das Amt trat er am 17. April 1420 an.
Die Zweige des Deutschen Ordens im Reich und in Livland verfolgten andere Ziele als Preußen. Sie traten zutage, als Władysław II. Jagiełło und Vytautas das Ordensgebiet angriffen: Hochmeister Paul von Rusdorf suchte den schnellen Ausgleich im Friede vom Melnosee (1422); dagegen setzten Saunsheim und mehrere Reichsfürsten Söldner in Marsch. Der Dissens zwischen Saunsheim und Rusdorf verschärfte sich durch den Friede von Brest (1435). Saunsheim stand gegen Rusdorfs nachgiebige Politik, weil er eine stille Mitregierung der Stände in Preußen verhindern und den deutschen Balleien weitere Kriegskosten ersparen wollte.
Um die Herrschaft des Ordens in den Balleien mit ihrem ausgedehnten Streubesitz im Süden und Westen des Reiches zu sichern, verlegte Saunsheim bereits 1420 den Verwaltungsmittelpunkt auf die Burg Horneck. Er baute sie für Residenzzwecke um und errichtete in Gundelsheim ein Spital. Rechtstitel wurden gesichert und Grundbesitz gemehrt, einzelne Besitzungen unmittelbar seiner Verwaltung unterstellt. Damit schuf er die Voraussetzungen eigener Landeshoheit. 1438 ersetzte er die Nutzung der Kammerhäuser durch die regelmäßige Zahlung fester Abgaben. Dabei wurde die Deutschordensballei Franken durch Einzelleistungen der Kommenden mit dem Finanzwesen des Deutschmeisteramtes eng verknüpft.
Ungelöst war der mit Rusdorf ausgetragene Konflikt um das Mitwirkungs- und Kontrollrecht über die Amtsführung des Hochmeisters. Indem er sich auf die 1436/37 gefälschten, nach Hochmeister Werner von Orseln benannten „Orselnschen Statuten“ berief, erklärte Saunsheim 1439 das Hochmeisteramt Rusdorfs wegen unzulänglicher Regierungstätigkeit für erledigt. Mit der Rückendeckung von Kaiser Sigismund (HRR), den Reichsfürsten und dem Konzil von Basel machte er sich zum Hochmeister-Statthalter. Rusdorf begegnete diesem regelwidrigen Vorgehen zwar mit der Absetzung Saunsheims, wurde jedoch Ende 1440 durch eine Konventsrevolte zur Resignation veranlasst. Als Vorwand dienten die angebliche Bevorzugung der niederdeutschen Sprache in Preußen (der sog. Zungenstreit) und die erstarkende  Ständebewegung im Preußischen Bund. De facto erhielt Saunsheim vom neuen Hochmeister Konrad von Erlichshausen die Anerkennung der Orselnschen Statuten. Sie galten von der Wahl des neuen Hochmeisters bis zur Ausrufung des Herzogtums Preußen (1525). Saunsheim setzte auch den Ausschluss des hochmeisterlichen Visitationsrechts durch.